# Ourol (Guntín)
Ourol (llamada oficialmente San Xulián de Ourol) es una parroquia española del municipio de Guntín, en la provincia de Lugo, Galicia.

## Organización territorial
La parroquia está formada por cinco entidades de población, constando cuatro de ellas en el nomenclátor del Instituto Nacional de Estadística español:
- Cuíña
- Ourol de Abaixo
- Ourol de Arriba
- Pato
- Vilar (O Vilar)

## Demografía
| Gráfica de evolución demográfica de Ourol entre 2000 y 2020 |
|                                                             |
| Datos según el nomenclátor publicado por el INE.            |